# Tecsult
 (9 octobre 2020).
Tecsult Inc. est l'une des plus importantes sociétés de génie-conseil au Canada. Son siège social est situé sur la rue Sainte-Catherine à Montréal et a des bureaux au Québec, en Ontario et en Nouvelle-Écosse, ainsi que dans 25 pays à travers le monde.
Fondée en 1961 sous la raison sociale Asselin, Benoit, Boucher, Ducharme, Lapointe Inc (ABBDL), la société a été impliquée dans le développement du potentiel hydroélectrique du Québec. Elle a en outre réalisé certaines des études préliminaires du projet de la Baie-James. Depuis 2008, elle est intégrée à l'entreprise AECOM.
Les secteurs d'activités de Tecsult sont l'énergie, le transport, l'industrie, le génie municipal, les bâtiments, les ressources, l'environnement, la foresterie, la géomatique et la gestion du territoire, la formation et le développement des ressources humaines, la gestion et la construction.